# Certificat d'aptitude à l'enseignement dans les collèges
Cet article court présente un sujet plus développé dans : Certificat d'aptitude au professorat de l'enseignement du second degré.
Dans l'enseignement français, le certificat d'aptitude à l'enseignement dans les collèges (CAEC) est un concours de recrutement  de professeurs créé en 1941 et remplacé en 1950 par le CAPES.

## Historique
En 1941, lors de la fermeture de l'enseignement primaire supérieur, il a fallu créer un certificat permettant de recruter des professeurs bivalents, se présentant comme un certificat intermédiaire à l'agrégation et destiné à remplacer le recrutement opéré initialement par les écoles normales d'instituteurs et les écoles primaires supérieures. Il était ouvert aux licenciés, alors que le diplôme d'études supérieures était exigé pour accéder au concours de l'agrégation.
Le ministre Jérôme Carcopino est donc à l'origine de la création de ce corps qui comportait six sections : 
- Lettres-philosophie ;
- Lettres (classiques et modernes) ;
- Histoire-géographie ;
- Langue vivante ;
- Mathématiques-sciences physiques ;
- Sciences physiques et naturelles[3].

En 1950, l'afflux d'élèves vers les collèges et la possibilité pour les professeurs de collège d'enseigner dans les lycées a conduit à la transformation de ce certificat en un certificat monovalent : le CAPES.

## Sources
- [PDF] Pré-rapport Pochard, p. 17.